# Ormiscodes ramicosa
Ormiscodes ramicosa är en fjärilsart som beskrevs av Lemaire 1975. Ormiscodes ramicosa ingår i släktet Ormiscodes och familjen påfågelsspinnare. Inga underarter finns listade i Catalogue of Life.